# Bronis (Vorname)
Bronis ist ein litauischer männlicher Vorname, abgeleitet von Bronislovas (Verk. Bronius).

## Namensträger
- Bronis Ropė (* 1955),  litauischer Politiker